# Карла Галван
Карла Галван (итал. Carla Galvan, Вићенца, 10. мај 1952) италијанска je књижевница, преводилац и добротоворка из Вићенце.

## Биографија
Карла Галван је 1970-их година, инспирисана менталитетом своје кућне помоћнице која је била пореклом из Србије, уписала студије тадашњег српскохрватског језика у Падови, али је завршила само три године. Дипломирала је германистику и постала професорка немачког језика у средњој школи. Љубав према језику Срба и словенској култури је ипак остала. Изучавала је рад Васе Пелагића, а Србију и Београд, посебно Скадарлију, посетила је више пута.
Ратови у Југославији 1990-их донели су велики број избеглица у Италију. Карла Галван их је дочекивала, преводила им документе, учила их италијански језик и проналазила посао, како би им олакшала живот у новој земљи. Ишла је и даље, сакупљавши храну, лекове и гардеробу, које је преко Трста слала избеглицама из сукобима захваћених подручја.
Увршћена је у „Енциклопедију националне дијаспоре”, коју уређује Иван Калаузовић Иванус.

### Књижевни рад
Пише поезију на италијанском, немачком и српском језику, али на потоњем има највећи број публикованих књига. У усавршавању српског језика помогле су јој колеге, попут Раде Рајић Ристић, Владана Ракића, Тодоре Шкоро, Миомира Милинковића... са којима неретко заједнички објављује књиге и учествује на разним културним манифестацијама у Италији и Србији. Познавала је и Гроздану Олујић и такође и с њом сарађивала.
Србију доживљава као другу домовину, не кријући да би у њој желела да дочека старост. Између осталог, посветила јој је своју збирку песама „Моја Србија”. Већ има спремну и „српску варијанту” свог имена – псеудоним Драгана Галванић.
Поезија Карле Галван преведена је и на хинди и панџаби. Лауреаткиња је награда „Кочићево перо” за књигу „Мост међу душама” (2004) и „Лукијан Мушицки” (2019) Књижевног друштва „Сунчани брег” из Београда, коју је добила јер је својим песмама на српском и италијанском језику допринела развоју светске књижевности.
У слободно време бави се ведском астрологијом.
Члан је Савеза српских културно-уметничких друштава „Видовдан” из Вићенце.

### Дела (избор)
- Мост међу душама (итал. Ponte tra anima) – поезија, двојезично: на српском и италијанском (Гносос, Београд, 2003) – коаутор: Рада Рајић Ристић
- Србија у срцу (итал. Serbia nel cuore) – поезија, двојезично: на српском и италијанском (Гносос, Београд, 2004) – коаутори: Рада Рајић Ристић, Марио Паван и Антонио Зулато
- Моја Србија – поезија на српском (Гносос, Београд, 2006)
- На границама сећања (итал. Ai confini della memoria) – поезија, двојезично: на српском и италијанском (Београд, 2009) – коаутори: Рада Рајић Ристић и Амедеа Регацо
- Под небом Србије (итал. Sotto il cielo di Serbia) – поезија, тројезично: на српском, италијанском и немачком (Београд, 2010) – коаутори: Рада Рајић Ристић и Тодора Шкоро[8]
- Осмех судбине (итал. Il sorriso del destino) – поезија, тројезично: на српском, италијанском и немачком (Етностил, Београд, 2015) – коаутори: Рада Рајић Ристић и Жељко Кнежевић
- Зов огњишта (итал. Il richiamo del focolare) – поезија, двојезично: на српском и италијанском (Етностил, Београд, 2017) – коаутори: Рада Рајић Ристић, Жељко Кнежевић и Снежана Шолкотовић[9]
- Варнице наде (итал. Scintille di speranza) – поезија, двојезично: на српском и италијанском (Етностил, Београд, 2018) – коаутори: Рада Рајић Ристић и Рената Филипи[10]
- Ritmi di luce (срп. Ритмови светлости) – поезија, двојезично: на италијанском и српском (Сунчани брег, Београд, 2019)
- Поглед у живот (итал. Sguardo nella vita) – поезија, двојезично: на српском и италијанском (Центар за културу „Врачар”, Београд, 2024) – коаутор: Рада Рајић Ристић
- Честице љубави (итал. Particelle d'amore) – поезија, двојезично: на српском и италијанском (Центар за културу „Врачар”, Београд, 2024) – коаутор: Емилија Чолак и Рада Рајић Ристић

## Награде и признања
- Награда „Кочићево перо” за књигу „Мост међу душама” (Бања Лука, 2004)
- Награда „Лукијан Мушицки” за допринос развоју светске књижевности (Београд, 2019)